# 루키우스 카이사르
루키우스 카이사르 (Lucius Caesar, 기원전 17년 – 서기 2년 8월 20일)는 초대 로마 황제 아우구스투스의 손자이다. 마르쿠스 빕사니우스 아그리파, 그리고 아우구스투스의 독녀 대 율리아 사이에서 태어난 아들인 루키우스는 형인 가이우스 카이사르와 같이 할아버지에게 입양되었다. 황제의 양자들이자 로마 제국의 공동 후계자들이었던 루키우스와 가이우스는 촉망되는 정치 및 군사적 경력을 보장받았었다. 하지만 루키우스는 히스파니아에 있는 로마군을 시찰하러 가던 중 갈리아 마실리아에서 서기 2년 8월 20일에 갑작스러운 질병으로 사망했다. 그의 형제 가이우스 역시도 서기 4년 2월 21일에 상대적으로 젊은 나이에 사망하였다. 예상치 못한 두 후계자들의 상실은 아우구스투스가 루키우스의 동생인 아그리파 포스투무스를 양아들인 티베리우스와 마찬가지로 4년 6월 26일에 입양하며 상속 순서를 수정하게 하였다.

## 배경
루키우스의 아버지 마르쿠스 빕사니우스 아그리파는 기원전 44년 율리우스 카이사르의 암살 결과로 초래한 로마 공화정 최후의 전쟁 기간 아우구스투스 (당시에는 옥타비우스)의 초기 지지자였다. 그는 아우구스투스의 군대에서 핵심 사령관이었고, 마르쿠스 안토니우스와 섹스투스 폼페이우스 등과의 주요 전투에서 군대를 지휘했었다. 아우구스투스 재위 초부터, 아그리파는 동방 속주들의 문제를 맡기며 신뢰를 받았었고 심지어는 기원전 23년의 죽음의 문턱에 가깝던 시기로 추정되던 당시에 아우구스투스의 인장 반지까지 수여받았는데, 이는 그가 아우구스투스가 사망 시에 '프린켑스'가 될 것이라는 신호였다. 그가 황제의 조카인 마르쿠스 클라우디우스 마르켈루스가 성년이 될 때까지 아마 국정을 운영했을 것이다. 하지만 마르켈루스는 그 해 로마시 전역에 퍼졌던 질병으로 사망하고 말았다.
마르켈루스가 사망하면서, 아우구스투스는 마르켈루스의 아내이도 했던 자신의 딸 대 율리아와 아그리파 간의 혼인을 주선했다. 아그리파는 기원전 18년에 황제와 즉위 직전의 차기 후계자들만이 가질 수 있는 'tribunicia potestas' ("호민관 권한")을 부여받았다. 호민관 권한은 그가 원로원을 통제할 수 있게 해주었으며, 율리우스 카이사르에게 처음으로 부여된 것이었다. 아그리파는 중요한 입법 행위를 통과시킬 때 원로원 내에서 호민관으로 활동했으며, 그가 황제의 권한과 권위에는 미치지는 못했지만, 그는 공동 섭정의 지위에 가까워지고 있었다.

## 어린 시절과 가족
루키우스는 기원전 17년 마르쿠스 빕사니우스 아그리파와 율리아의 아들로 로마에서 태어났다. 그는 율리우스-클라우디우스 왕조로 알려진 아우구스투스 황제 일가의 일원이었고, 모든 율리우스-클라우디우스 왕조 출신 황제들과 친척 관계였다. 어머니 쪽으로, 그는 형인 가이우스 다음으로 아우구스투스 황제의 가장 나이 많은 손자였다. 그는 이복 자매인 빕사니아 아그리피나를 통해 티베리우스의 처남이었고, 친 누이인 대 아그리피나의 게르마니쿠스와의 혼인으로 클라우디우스와 관계가 있기도 하였다. 루키우스의 조카는 장차 황제에 오르게 되는 칼리굴라로, 게르마니쿠스의 손자이다.
마르켈루스 사후 이후에 후계자가 없던 아우구스투스는 곧장 루키우스가 태어나자 상징적 활동을 통해 루키우스와 그의 형을 입양하였고, 두 소년을 후계자로 선포하였다. 이들의 아버지가 이 입양에 대해 어떤 생각을 했는지에 대해서는 알려진 것은 없다. 여름에 입양이 이뤄지고 얼마 안 되어, 아우구스투스는 다섯 번째 루디 사이쿨라레스(세기제)를 개최했다. 이 제전과 결부된 소년들의 입양은 새로운 평화의 시대-'팍스 아우구스타'의 도래를 알리는 역할을 했다. 아우구스투스는 대부분 직접 가이우스와 루키우스에게 글씨를 읽는 법과 수영하는 법을 가르쳤고 뿐만 아니라 자신의 필기체를 모방하는 법도 가르쳤다. 그는 그들이 민중들의 갈채를 편안하게 받는 대신에 얻어야 한다고 주장했다. 이들의 양부는 형제들이 아직 어렸을 적부터 공직 생활을 경험하게 했고, 이들을 지명 집정관 자격으로 속주들에 파견하기도 하였다.
그 해 (기원전 17년)에 루키우스의 가족은 시리아 속주로 떠났는데, 그의 아버지가 프로콘술의 권한 ('임페리움 마이우스')과 함께 동방 속주들의 지휘권을 받았기 때문이었다.. 기원전 13년, 그의 아버지는 로마로 복귀했고 곧바로 반란 진압을 위해 판노니아로 보내졌다. 아그리파가 겨울 쯤 그곳에 도착했으나 (기원전 12년), 판노니아인들은 반란 계획을 포기하고 말았다. 아그리파는 이탈리아 캄파니아로 돌아왔고, 그곳에서 몸이 안 좋아져 얼마 못 가 사망하고 말았다. 루키우스의 아버지의 죽음은 계승을 초미의 과제로 만들었다. 기원전 13년과 12년에 발행된 아우레우스와 데나리우스 등은 루키우스와 가이우스를 위한 황제의 제위 계승 계획을 명확하게 보여준다. 이들의 아버지는 만일 아우구스투스가 사망 시에 권력의 통제권을 더 이상 가질 수가 없었고, 황제는 무슨 일이 생길 경우를 대비해 자신이 의도한 후계자가 누구인지 분명히 해야 했다.

## 생애

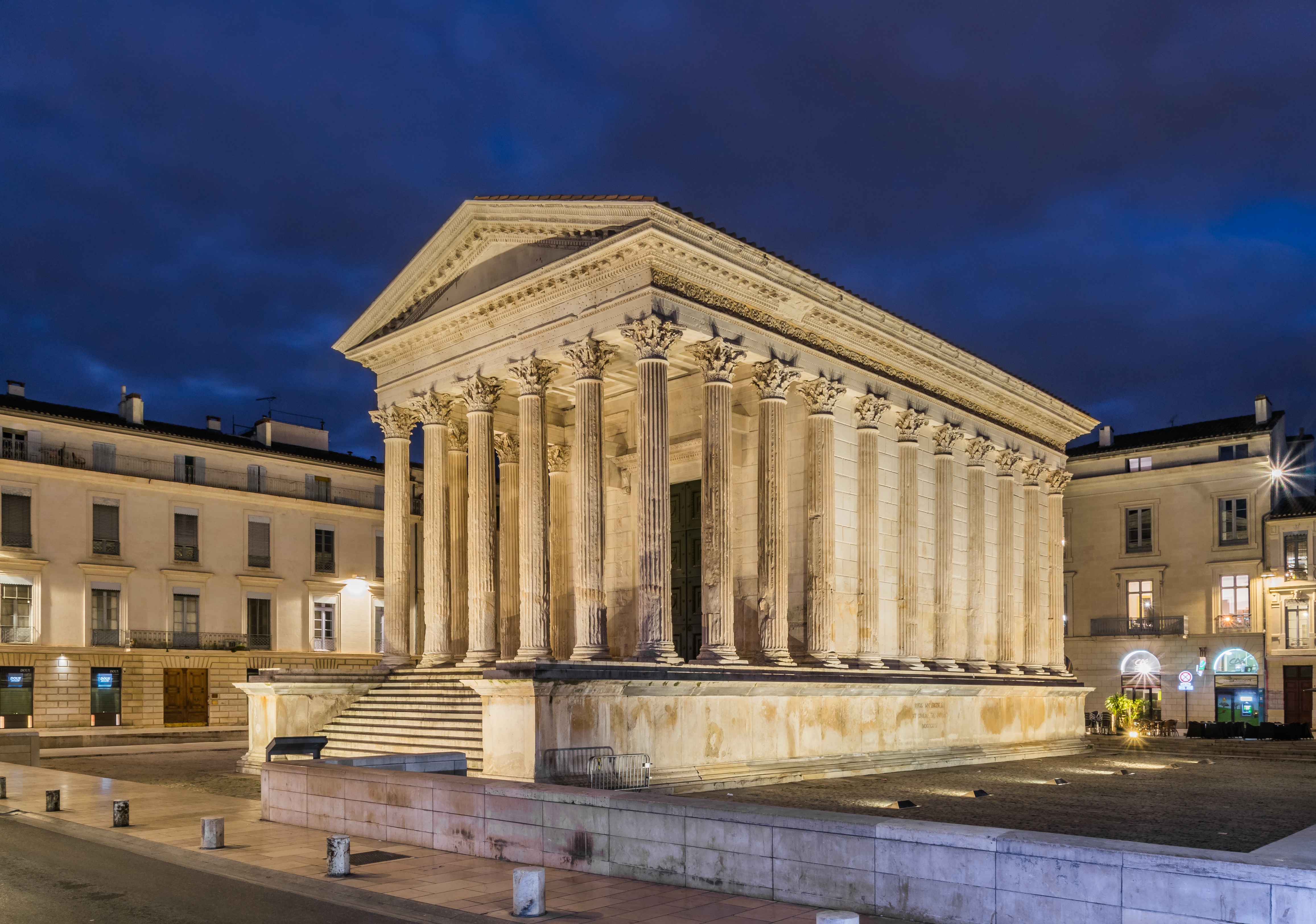
가이우스와 루키우스에게 헌정된 네마우수스의 '메종 카레'

아우구스투스는 루키우스를 시민권자로 등록하기 위해 기원전 2년 포로 로마노로 데려왔다. 이 행사는 3년 전 가이우스의 등록과 동일한 의식으로 이뤄졌다. 루키우스는 성년기의 시작을 나타내는, '토가 비릴리스'(성인의 토가)를 착용하였으며, 또한 '프린켑스 유벤투티스' (젊은이들의 지도자)가 되었다. 가이우스처럼, 그는 19살이 되면 집정관직을 갖게 될 의도로 지정 (designatus) 집정관으로 선출됐다. 가이우스가 지녔던 지위들과 그가 가진 지위들 간에는 단 한 가지 차이가 있었는데 그것은 그는 아우구르 조직원이었다는 것이고 반면에 가이우스는 폰티펙스였다는 것이다. 아우구스투스는 이 행사를 기념하기 위해 로마 시민들에게 60 데나리우스씩을 뿌렸다.
같은 해, 그의 형제 가이우스가 동방으로 떠나기 전, 루키우스와 가이우스는 건축물 축성 권한을 부여받아, 마르스 울토르 신전의 봉헌을 기념하기 위해 열린 제전 관리를 비롯해 축성을 하였다 (기원전 2년 8월 1일). 이들의 남동생인 포스투무스는 기사 계급 출신 젊은이들과 같이 트로이 제전에 참여했다. 사자 260 마리가 검투사들의 대결이 벌어지고, 페르시아와 아테네 간의 해전 재현이 일어나던 키르쿠스 막시무스에서 도살되었고, 악어 36마리가 키르쿠스 플라미니우스에서 도살됐다.
가이우스가 아르메니아에 있었을 당시, 루키우스는 아우구스투스로부터 히스파니아에서 군사 훈련을 마치기 위해 파견된 상황이었다. 그렇게 히스파니아로 향하던 중에, 그는 아프기 시작하였고 2년 8월 20일, 갈리아의 마살리아에서 사망했다. 그의 죽음이 있고 서기 4년 2월 21일 가이우스의 사망이 잇따랐다. 18개월에 걸쳐, 로마의 계승 질서가 흔들렸다. 아우구스투스가 총애하던 후계자들인 가이우스와 루키우스의 죽음은 양자 티베리우스와 그의 유일하게 남아있던 손자인 포스투스무스 아그리파를 서기 6월 26일에 그의 새로운 후계자로 입양하게 하였다.

## 사후
두 후계자들은 시민들과 제국의 공직자들로부터 많은 존경을 받았으며, 이 중에는 '콜로니아 옵세퀜스 율리아 피사나'(Colonia Obsequens Iulia Pisana, 피사)에서는 이들의 죽음을 애도하기 위하여 여성들이 적절한 의식을 준수해야 한다는 규정을 정해놓기도 하였다. 신전, 공중 욕장, 가게 등은 여성들이 비통하게 울며 문을 닫았다. 사후에 원로원은 젊은 카이사르들을 위해 영예를 배풀기로 투표를 부쳤고, 이 소년들이 군 복무 연령에 도달했을 때 받은 황금 창과 방패를 원로원 건물에 걸기로 하였다. 이들의 유해가 담긴 함은 이들의 친부인 아그리파 그리고 황가의 다른 인물들과 함께 아우구스투스 영묘에 안치됐다.
타키투스와 카시우스 디오 모두 가이우스와 루키우의 죽음과 관련된 더러운 행위가 있었고 루키우스의 양모인 리비아 드루실라가 이들의 죽음에 관여했다고 주장하였다. 리비아의 추정되는 동기는 자신의 친자인 티베리우스가 아우구스투스의 후계자로서 계승하게 조작하는 것이었을 것이다. 티베리우스는 서기 4년에 아우구스투스의 후계자로 지명되었다.

## 참고 문헌

### 고대 사료
- Cassius Dio, Roman History Book 55, English translation
- Suetonius, Lives of the Twelve Caesars, Life of Augustus, Latin text with English translation
- Tacitus, Annals, I, English translation

### 현대 사료
- Bartsch, Shadi (2017), 《The Cambridge Companion to the Age of Nero》, Cambridge University Press, ISBN 978-1-107-05220-8
- Bunson, Matthew (2002), 《Encyclopedia of the Roman Empire》, Facts on File, ISBN 0-8160-4562-3
- Davies, Mark Everson; Swain, Hilary (2010), 《Aspects of Roman History 82BC-AD14: A Source-based Approach》, Routledge, ISBN 978-1-135-15160-7
- Dunstan, William E. (2010), 《Ancient Rome》, Rowman & Littlefield Publishers, ISBN 978-0-7425-6834-1
- Gibson, Alisdair (2012), 《The Julio-Claudian Succession: Reality and Perception of the "Augustan Model"》, Brill, ISBN 9789004231917
- Mommsen, Theodore (1996), 《A History of Rome Under the Emperors》, UK: Routledge, ISBN 0-415-10113-1
- Pettinger, Andrew (2012), 《The Republic in Danger: Drusus Libo and the Succession of Tiberius》, Oxford University Press, ISBN 978-0-19-960174-5
- Powell, Lindsay (2015), 《Marcus Agrippa:Right-hand Man of Caesar Augustus》, Pen & Sword Military, ISBN 978-1-84884-617-3
- Lott, J. Bertt (2004), 《The Neighborhoods of Augustan Rome》, Cambridge University Press, ISBN 978-0-521-82827-7
- Richardson, J.S. (2012), 《Augustan Rome 44 BC to AD 14: The Restoration of the Republic and the Establishment of the Empire》, Edinburgh University Press, ISBN 978-0-7486-1954-2
- Rowe, Greg (2002), 《Princes and Political Cultures: The New Tiberian Senatorial Decress》, University of Michigan Press, ISBN 0-472-11230-9
- Scullard, H. H. (2013), 《From the Gracchi to Nero: A History of Rome 133 BC to AD 68》, Routledge, ISBN 978-1-136-78386-9
- Southern, Patricia (2013), 《Augustus》, Routledge, ISBN 978-1-134-58956-2
- Wood, Susan E. (1999), 《Imperial Women: A Study in Public Images, 40 B.C. – A.D. 68》, Brill Academic Publishers, ISBN 9789004119505
- This article incorporates text from a publication now in the public domain: Smith, William, 편집. (1873). 〈C. Caesar and L. Caesar〉. 《Dictionary of Greek and Roman Biography and Mythology》 1. 555–556쪽.